# ハイパーオリンピック'84
『ハイパーオリンピック'84』 (Hyper Olympic'84) は、1984年7月に日本のコナミ工業から稼働されたアーケード用スポーツゲーム。北米ではCenturiから『Hyper Sports』のタイトルで稼働された。
同社による『ハイパーオリンピック』（1983年）の続編であり、同年開催のロサンゼルスオリンピックに合わせて発表された。前作と同様に陸上競技を題材とした作品であるが、陸上競技以外の種目も収録されている。本作では水泳、クレー射撃、跳馬、アーチェリー、三段跳、重量挙げ、棒高跳の7種目で記録を競う。コントロールパネルはボタンの外周が縁で覆われ、こすりや定規等を使った連打がやり辛くなるように修正された。開発はコナミ開発1課が行い、前作から引き続きプロデューサーは石原祥吉、音楽は福武茂が担当、プログラムは後に『グラディウス』（1985年）を手掛けた町口浩康が担当している。
後にX1やPC-8001mkIISRなど日本国産パソコンに移植された他、MSXおよびファミリーコンピュータには『ハイパースポーツ』のタイトルで、SG-1000には『コナミのハイパースポーツ』のタイトルで移植された。日本国外のホビーパソコンにおいても『Hyper Sports』のタイトルで移植された。2002年には「コナミスポーツシリーズ」として、一部種目のみ携帯電話ゲームとして配信された。2015年にはMSX版『ハイパースポーツ2』がプロジェクトEGGおよびバーチャルコンソールで配信された他、2019年には日本国外アーケード版がアーケードアーカイブスとして配信された。

## ゲーム内容
1984年ロサンゼルスオリンピックの開催に合わせて稼働された。競技はすべて一新され、100メートル自由形、クレー射撃、跳馬、アーチェリー、三段跳、重量挙げ、棒高跳の全7種目。前作よりもタイミング重視の競技が多くなっている。
入力の処理方式が異なっており、左右交互押しによるRUNボタン連打が若干やり易くなっている。4周目までしかなかった前作と違い、6周目まで難易度が上がる。6周目は極めて難しく、クリアするのは至難の業となっている。7周目以降は、6周目を繰り返す。
アーケードアーカイブス版はランキング画面で演奏される『炎のランナー』のテーマ曲がカットされて無音になっている。

## 種目
プレイ順に記述する。
種目は順に水泳（100m自由形）、クレー射撃、跳馬、アーチェリー、三段跳、重量挙げ、棒高跳の7つ。
水泳
- 2つのRUNボタンで泳ぎ、ACTボタン（JUMPボタン）で画面に息継ぎの指示が出た時に息継ぎをする。ファウルは1回のみできるが、計測は1回のみとなる。

クレー射撃
- 左右の標的が2つのRUNボタンに対応し、標的が出たら素早く押す。3回計測のチャンスがある。

跳馬
- 助走はコンピュータにより自動で行われプレイヤーは介入できず、ACTボタンで跳躍のタイミングのみをコントロールすることとなる。跳躍後はRUNボタンにより回転数をできるだけ多くすることを目的とする。計測のチャンスは3回。

アーチェリー
- 矢の発射角度をACTボタンで調整し発射する。計測のチャンスは3回。

三段跳
- RUNボタンで助走し、ACTボタンで踏み切りのタイミングおよび角度を調整する。最初の踏み切りが白線を越えているとファウルとなる。計測のチャンスは3回。

重量挙げ
- RUNボタンで持ち上げるパワー調整を行い、ACTボタンでパワー移動を行う。計測のチャンスは2回。

棒高跳
- 助走は自動で行われ、跳ぶタイミングと体勢変更をACTボタンで行う。プレイヤーは失格となるまでより高い記録に挑戦できる。バーに触れたりバーを落としたりすると失敗となり、3回失敗で失格となる。

## 移植版
| No. | タイトル                                            | 発売日             | 対応機種                          | 開発元         | 発売元             | メディア                                | 型式                      | 備考                           | 出典              |
| --- | --------------------------------------------------- | ------------------ | --------------------------------- | -------------- | ------------------ | --------------------------------------- | ------------------------- | ------------------------------ | ----------------- |
| 1   | ハイパースポーツ1 Hyper Sports 1                    | 1984年8月 1984年   | MSX                               | コナミ開発3課  | コナミ             | ロムカセット                            | RC715                     |                                |                   |
| 2   | ハイパースポーツ2 Hyper Sports 2                    | 1984年11月 1984年  | MSX                               | コナミ開発3課  | コナミ             | ロムカセット                            | RC717                     |                                |                   |
| 3   | ハイパーオリンピック'84 1 ハイパーオリンピック'84 2 | 1985年2月          | X1                                | デービーソフト | デービーソフト     | カセットテープ フロッピーディスク       | S06-G0106-P1 S06-G0107-P1 |                                |                   |
| 4   | ハイパーオリンピック'84 1 ハイパーオリンピック'84 2 | 1985年4月          | PC-8001mkIISR                     | デービーソフト | デービーソフト     | カセットテープ フロッピーディスク       | N08-G9106 N08-G9107       |                                |                   |
| 5   | コナミのハイパースポーツ                            | 1985年4月          | SG-1000                           | セガ           | セガ               | ロムカセット                            | G-1042                    |                                |                   |
| 6   | Hyper Sports                                        | 1985年7月          | コモドール64 ZX Spectrum          | Ocean Software | Imagine Software   | カセットテープ                          | -                         |                                |                   |
| 7   | ハイパースポーツ                                    | 1985年9月27日      | ファミリーコンピュータ            | コナミ開発2課  | コナミ             | ロムカセット                            | RC806                     |                                |                   |
| 8   | ハイパースポーツ3 Hyper Sports 3                    | 1985年10月 1985年  | MSX                               | コナミ開発3課  | コナミ             | ロムカセット                            | RC733                     |                                |                   |
| 9   | Hyper Sports                                        | 1985年             | Amstrad CPC BBC Micro             | Ocean Software | Imagine Software   | カセットテープ                          | -                         |                                |                   |
| 10  | 気軽に! クレー射撃 気軽に! アーチェリー             | 2002年2月4日       | FOMA901i/703iシリーズ （iアプリ） | コナミ         | コナミ             | ダウンロード （コナミスポーツシリーズ） | -                         |                                | [ 2 ] [ 3 ] [ 4 ] |
| 11  | 気軽に! クレー射撃 気軽に! アーチェリー             | 2002年4月17日      | J-SKY （Javaアプリ）              | コナミ         | コナミ             | ダウンロード （コナミスポーツシリーズ） | -                         |                                | [ 5 ]             |
| 12  | 気軽に! クレー射撃 気軽に! アーチェリー             | 2002年7月22日      | ezplus対応機種 （EZアプリ）       | コナミ         | コナミ             | ダウンロード （コナミスポーツシリーズ） | -                         |                                | [ 6 ]             |
| 13  | ハイパースポーツ                                    | 2006年             | Windows                           | コナミ         | アイレボ           | ダウンロード (i-revo)                   | -                         | ファミリーコンピュータ版の移植 |                   |
| 14  | ハイパースポーツ2                                   | 2015年2月17日      | Windows                           | コナミ開発3課  | D4エンタープライズ | ダウンロード （プロジェクトEGG）        | -                         | MSX版の移植                    |                   |
| 15  | ハイパースポーツ2                                   | 2015年10月28日     | Wii U                             | コナミ開発3課  | KDE                | ダウンロード （バーチャルコンソール）   | -                         | MSX版の移植                    | [ 7 ] [ 8 ]       |
| 16  | HYPER SPORTS                                        | INT 2019年11月28日 | Nintendo Switch PlayStation 4     | ハムスター     | ハムスター         | ダウンロード （アーケードアーカイブス)  | -                         | 日本国外アーケード版の移植     | [ 9 ] [ 10 ]      |

MSX版
MSXでは『ハイパースポーツ』のタイトルで3本に分けて移植された。
- ハイパースポーツ1
アーケード版とほぼ同時に登場した。アーケード版の跳馬と、MSX版オリジナルの高飛び込み・トランポリン・鉄棒の計4種目を収録。
全て跳躍が伴う競技で審判員の採点でスコアが決まる。開発初期は「ジョリーホッパー」というタイトルでバネの原理を学ぶ教育ソフトとして開発されていた。
- ハイパースポーツ2
アーケード版からクレー射撃・アーチェリー・重量挙げの3種目を収録。3タイトルの中で唯一アーケード版と同じ競技のみの収録であり、ゲーム中の音楽もアーケード版と同じものが使用されている。
2015年2月17日よりプロジェクトEGG、同年10月28日よりWii Uバーチャルコンソールにて配信開始。
- ハイパースポーツ3
2の一年後に発売。アーケード版の三段跳・棒高跳と、MSX版オリジナルのロードレース・カーリングの計4種目を収録。

SG-1000版
MSX版『ハイパースポーツ1』の移植。競技内容も同じで、高飛び込み・跳馬・トランポリン・鉄棒の計4種目。ハイパーショットはMSX用のものが使用可能。
X1、PC-8001mkIISR版
デービーソフトから発売。カセットテープ版とフロッピーディスク版があるが、フロッピー版は1・2両方購入して2ドライブに両ソフトをセットすることでアーケード版同様に全種目通してプレイ可能だった。X1版はMSX用のハイパーショットが使用可能。
- ハイパーオリンピック'84 1
アーケード版から100メートル自由形・クレー射撃・跳馬・アーチェリーの4種目を収録。
- ハイパーオリンピック'84 2
アーケード版から三段跳・重量挙げ・棒高跳の3種目を収録。

ファミリーコンピュータ版
アーケード版の移植だが、MSX版同様「ハイパースポーツ」のタイトルに変更された。FC版『ハイパーオリンピック』同様、プレイするにはハイパーショットが必要だが、前作に付属したハイパーショット使えることから、本作はソフト単品での発売となり、ハイパーショットも単品販売された。アーケード版からのクレー射撃・アーチェリー・三段跳に加え、FC版ハイパーオリンピックで未収録だった走高跳を合わせた計4種目を収録。走高跳のバーの高さは一定で、周回を重ねるごとに高くなる。

## 評価
アーケード版
ゲーム本『甦る 20世紀アーケードゲーム大全 Vol.1 アイデア満載! ユニークゲーム編』では、本作稼働時にはすでに同様のゲームが他メーカーからも複数発売されていた事や、操作が複雑になった事が要因となり、前作程の人気作とはならなかったと記されている。